# Guntupalle
Guntupalle es una ciudad censal situada en el distrito de Krishna  en el estado de Andhra Pradesh (India). Su población es de 11187 habitantes (2011). Se encuentra a 36 km de Guntur y a 16 km de Vijayawada. 

## Demografía
Según el censo de 2011 la población de Guntupalle era de 11187 habitantes, de los cuales 5573 eran hombres y 5614 eran mujeres. Guntupalle tiene una tasa media de alfabetización del 85,18%, superior a la media estatal del 67,02%: la alfabetización masculina es del 90,34%, y la alfabetización femenina del 80,11%.